# Omphisa anastomosalis
Omphisa anastomosalis is een vlinder uit de familie van de grasmotten (Crambidae), uit de onderfamilie van de Spilomelinae. De wetenschappelijke naam van deze soort is voor het eerst voorgesteld als Pionea anastomosalis door Achille Guenée in een publicatie uit 1854.

## Verspreiding
De soort komt voor in:
- het Afrotropisch gebied (de Seychellen (Mahé, Silhouette))
- het Oriëntaals gebied (India, Bhutan[1], Sri Lanka, de Andamanen, Zuid-China, Taiwan[2], Myanmar, Cambodja[3], Laos[3], Vietnam[3], Thailand[3], Maleisië[3], de Filipijnen[3], Indonesië (Java))
- het Palearctisch gebied (Japan[4]),
- het Australaziatisch gebied (Papoea-Nieuw-Guinea[3], Hawaï[5]).

## Waardplanten
De rups leeft op Ipomoea batatas (Convolvulaceae) en op Cassia fistula (Fabaceae).